# ۴۶ (قمری)
۴۶ (قمری)، چهل و ششمین سال در گاهشماری هجری قمری است. اول محرم این سال برابر با شانزدهم مارس سال ۶۶۶ میلادی است.

## وابسته
- سعید بن جبیر